# Istenszülő elszenderedése fatemplom (Galócás)
A galócási Istenszülő elszenderedése fatemplom műemlékké nyilvánított épület Romániában, Hargita megyében. A romániai műemlékek jegyzékében a  HR-II-m-B-12824 sorszámon szerepel.